# 西条町御薗宇
西条町御薗宇(さいじょうちょうみそのう)とは、広島県東広島市の町名。全域で住居表示未実施である。

## 概要
南に下三永、東と北に助実、西に鏡山、下見、西条中央に面する。町内で御薗宇バイパスと西条バイパスという2本の主要な道路が交差することから、フジグラン東広島などロードサイド店舗が多く立地している。

## 交通

### 鉄道
過去から一貫して、町内に鉄道路線が通ったことはない。最寄り駅は東広島駅。在来線を利用する場合は西条駅が利用可能である。

### バス
JRバス中国と芸陽バスが運行する路線バスの他、両社が東広島市から委託を受けて運行しているのんバスが町内を経由する。

#### 中国JRバス
西条駅から東広島駅を経由して広島国際大学を結ぶ路線と、西条駅から西条農業高校、広島国際大学、広駅を経由して呉駅を結ぶ路線がある。

#### 芸陽バス
西条駅から東広島駅を経由して竹原駅を結ぶ路線と、同様に西条駅から東広島駅を経由して安芸津駅を結ぶ路線がある。

#### のんバス
町内に複数のバス停が設置されており、西条駅ならびに東広島市街地各所へのアクセスが可能である。

### 道路
- 国道375号 - 町内の区間は御薗宇バイパスとなっている。うち御薗宇交差点から北の区間については供用済である[5]。
- 国道486号 - 円城寺入口交差点より南は国道375号との重複区間である。
- 国道2号 - 町内の区間は西条バイパスとして供用されている[6]。

## 施設・名所など

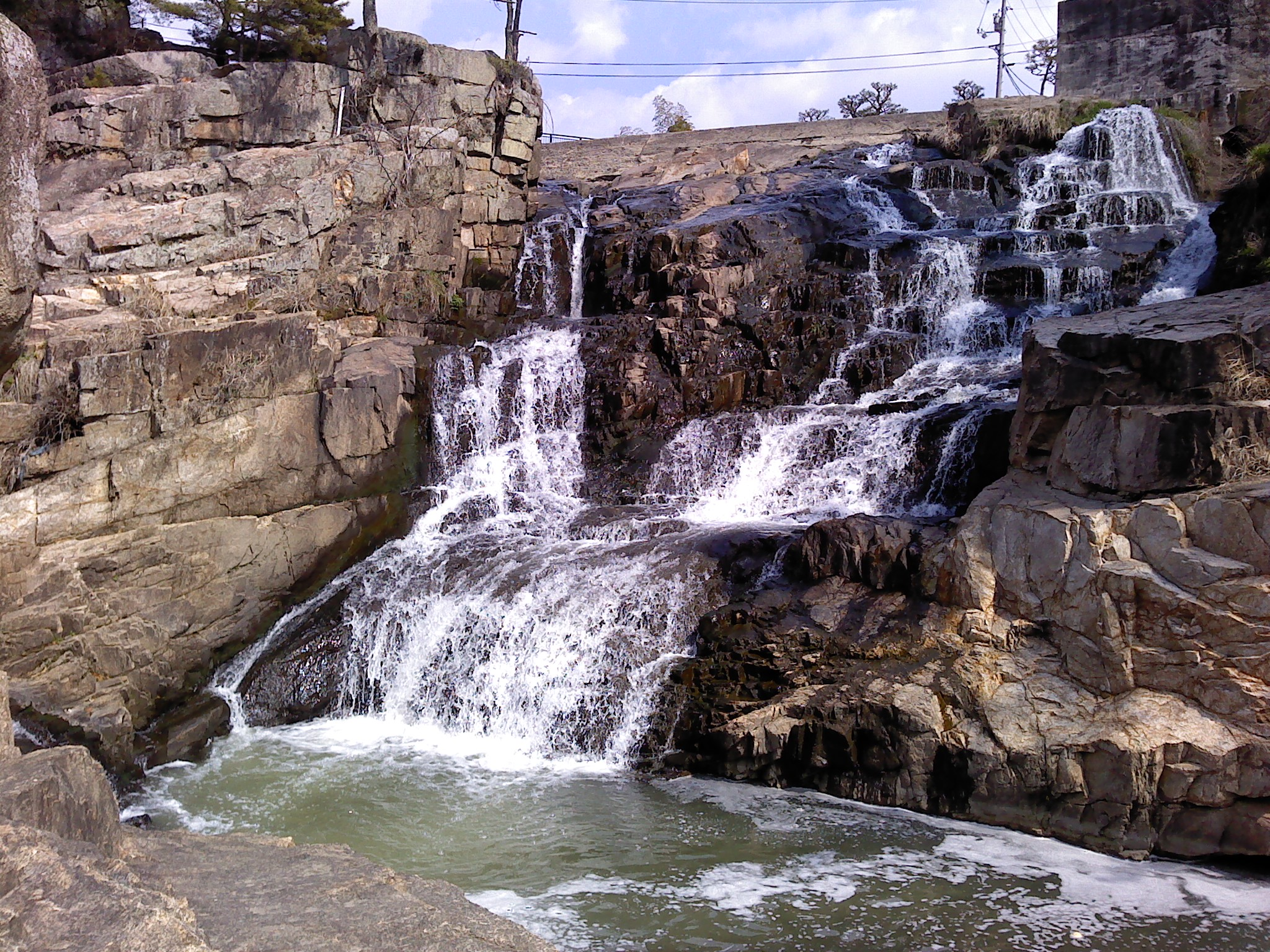
吾妻子の滝

### 商業施設
- ヤマダ電機テックランド東広島店
- フジグラン東広島
- エディオン東広島本店
- ニトリ東広島店
- ホットカモ、賀茂ボール

### 教育施設
- みそのうこばとの森幼稚園
- 愛育保育園
- 御薗宇小学校
- 松賀中学校
- 広島大学西条共同研修センター

御薗宇幼稚園は名前に「御薗宇」とつくものの、所在地は鏡山3丁目である。
広島農業短期大学は1954年に設置され、1990年に廃止された。

### 名所・旧跡など
- 吾妻子の滝
- 観現寺

### その他
- 御薗宇工業団地

## 教育
市立小・中学校に通う場合、学区は以下のようになる。町内に学区の境界が走っているため、居住場所に応じて以下の3通りの通学先がある。
- 御薗宇小学校(西条町御薗宇)→松賀中学校(西条町御薗宇)
- 西条小学校(西条中央)→西条中学校(西条町寺家)
- 三ツ城小学校(西条中央)→中央中学校(西条町下見)

## 世帯数・人口
2023年10月末の世帯数・人口は3953世帯、8524人。